# Cavarus Point
Der Cavarus Point (englisch; bulgarisch нос Кавар nos Kawar) ist eine größtenteils vereiste Landspitze an der Oskar-II.-Küste des Grahamlands auf der Antarktischen Halbinsel. Auf der Ostseite Churchill-Halbinsel liegt sie 16,36 km nördlich des Kap Alexander, 12,8 km südlich des Slav Point und 36,48 km westsüdwestlich des Veier Head zwischen dem Zimen Inlet im Norden und dem Brentopara Inlet im Süden.
Britische Wissenschaftler kartierten sie 1974. Die bulgarische Kommission für Antarktische Geographische Namen benannte sie 2013 nach Cavarus, keltischer Fürst von Tylis im späten 3. Jahrhundert v. Chr.